# Cogna
Cogna – miejscowość i gmina we Francji, w regionie Burgundia-Franche-Comté, w departamencie Jura.
Według danych na rok 1990 gminę zamieszkiwało 216 osób, a gęstość zaludnienia wynosiła 33 osoby/km² (wśród 1786 gmin Franche-Comté Cogna plasuje się na 531. miejscu pod względem liczby ludności, natomiast pod względem powierzchni na miejscu 677.).